# Chitarra rossa/Salutammela
Chitarra rossa/Salutammela è un singolo di Mario Merola pubblicato nel 1970.

## Descrizione
Il disco, che contiene due cover di brani, è un 45 giri inciso da Mario Merola.

## Tracce
Lato A
- Chitarra rossa (Russo - Mazzocco)

Lato B
- Salutammela (Giani)

## Incisioni
Il singolo fu inciso su 45 giri, con marchio Hello (HR 9027).